# Toxicodendron wallichii
Toxicodendron wallichii là một loài thực vật có hoa trong họ Đào lộn hột. Loài này được (Hook. f.) Kuntze miêu tả khoa học đầu tiên năm 1891.